# 中野博 (ボクサー)
中野 博（なかの ひろし、1974年10月18日 - ）は、日本の元プロボクサー。第48代ボクシング日本フライ級チャンピオン、第28代OPBF東洋太平洋フライ級チャンピオン。
現在は、愛西市にあるボクシングジム「TIGER WING BOXER FITNESS CLUB」の会長を務める。
現役時代は、畑中ボクシングジムに所属。入場曲は、B-NINJAH & AK-69の「RED HOT FIGHTER」。

## 経歴
- 技巧派で知られるも、拳を痛め世界挑戦が遠のき引退まで世界戦を行えない不運があった。開業間もない畑中清詞のジムに入門し、ジム初の東洋チャンピオンに輝く。同時期入門の杉田竜平も日本王者になり、畑中ジムの二枚看板と呼ばれ、「魂の箱-あるボクシングジムの闘い」（平山譲著）で取り上げられている。
- 1996年12月21日、スーパーフライ級で2RKOで勝利し、プロデビューを飾る。
- 1997年12月20日、第44回全日本スーパーフライ級新人王決定戦に西日本王者として挑戦。東日本王者川嶋勝重を6R判定で下し全日本新人王（MVP）に輝く。
- 1999年11月23日、12戦12勝の戦績でOPBF東洋太平洋フライ級王座メルビン・マグラモ（フィリピン）に挑戦し12R判定で戴冠。
- 2002年7月5日、後のOPBF東洋太平洋ライトフライ級王者姜必求（韓国）や前王者マグラモなどを退け5回防衛した東洋王座を返上（後の東洋フライ級王者ワンミーチョーク・シンワンチャーをノンタイトル戦で下している）。1度目の防衛時に左拳を骨折し7ヶ月試合ができなくなるなど度重なる負傷の治療に専念する為であった。
- 2004年2月8日、チャンピオン・カーニバルで坂田健史が返上し空位となった、日本フライ級王座王座決定戦を小山晃司と争い、6R負傷判定で勝利し戴冠。
- 2004年6月6日、防衛戦を内藤大助と行うも、初回にダウン、その後も内藤の強打を浴び続け6Rには偶然のバッティングが原因で負傷判定となり、初敗北とタイトルを失う。
- 2005年10月10日、ロセリト・カンパナ（元PABA暫定王者）に6R負傷判定で敗れ7月10日のエリック・バルセロナに4RTKO負けとあわせ2連敗を喫す。この試合を最後に2006年7月17日に引退記念試合を名古屋国際会議場で行い引退。

## 戦績
プロボクシング: 24戦 21勝 12KO 3敗
| 戦           | 日付           | 勝敗 | 時間     | 内容        | 対戦相手                           | 国籍                 | 備考                                     |
| ------------ | -------------- | ---- | -------- | ----------- | ---------------------------------- | -------------------- | ---------------------------------------- |
| 1            | 1996年12月21日 | 勝利 | 2R       | KO          | 山口隆治                           | 日本(安城緑)         | プロデビュー戦                           |
| 2            | 1997年4月13日  | 勝利 | 2R       | KO          | 熊藪博敦                           | 日本(松田)           |                                          |
| 3            | 1997年6月14日  | 勝利 | 1R       | KO          | 飯田和俊                           | 日本(三津山)         |                                          |
| 4            | 1997年10月4日  | 勝利 | 4R       | KO          | 西口孝義                           | 日本(岐阜ヨコゼキ)   |                                          |
| 5            | 1997年11月16日 | 勝利 | 6R       | 判定        | 山口淳                             | 日本(守口東郷)       |                                          |
| 6            | 1997年12月20日 | 勝利 | 6R       | 判定        | 川嶋勝重                           | 日本(大橋S)          | 1997年全日本スーパーフライ級新人王決定戦 |
| 7            | 1998年5月10日  | 勝利 | 2R       | KO          | 森下哲哉                           | 日本(岡崎)           |                                          |
| 8            | 1998年9月28日  | 勝利 | 1R       | KO          | アラン・オライス                   | フィリピン           |                                          |
| 9            | 1998年12月23日 | 勝利 | 6R       | 判定        | 河上哲也                           | 日本(駿河)           |                                          |
| 10           | 1999年3月27日  | 勝利 | 5R       | KO          | 牧谷嘉明                           | 日本(全日本P)        |                                          |
| 11           | 1999年7月31日  | 勝利 | 5R       | TKO         | ザ・武蔵                           | 日本(中日)           |                                          |
| 12           | 1999年11月23日 | 勝利 | 12R      | 判定        | メルビン・マグラモ                 | フィリピン           | OPBF東洋太平洋フライ級タイトルマッチ     |
| 13           | 2000年4月2日   | 勝利 | 12R      | 判定        | 姜必求                             | 韓国                 | OPBF防衛1                                |
| 14           | 2000年11月3日  | 勝利 | 10R      | 負傷判定    | メルビン・マグラモ                 | フィリピン(ワタナベ) | OPBF防衛2                                |
| 15           | 2001年2月25日  | 勝利 | 3R 2:04  | KO          | ワンミーチョーク・シンワンチャー   | タイ                 | ノンタイトルマッチ                       |
| 16           | 2001年7月7日   | 勝利 | 10R 1:24 | TKO         | 張宇熙                             | 韓国                 | OPBF防衛3                                |
| 17           | 2001年11月4日  | 勝利 | 12R      | 判定3-0     | パノムデッド・オーユタナコーン     | タイ                 | OPBF防衛4                                |
| 18           | 2002年6月23日  | 勝利 | 12R      | 判定2-1     | アンソニー・ビラモア               | フィリピン           | OPBF防衛5／返上                          |
| 19           | 2003年7月27日  | 勝利 | 3R 2:06  | KO          | カンチット・ギャットゲチャー       | タイ                 |                                          |
| 20           | 2004年2月8日   | 勝利 | 6R 2:58  | 負傷判定2-1 | 小山晃司                           | 日本(天熊丸木)       | 日本フライ級王座決定戦                   |
| 21           | 2004年6月6日   | 敗北 | 6R 2:33  | 負傷判定0-3 | 内藤大助                           | 日本(宮田)           | 日本王座陥落                             |
| 22           | 2005年2月13日  | 勝利 | 7R 2:13  | TKO         | ペッチクローンパイ・ソータイチップ | タイ                 |                                          |
| 23           | 2005年7月10日  | 敗北 | 4R 0:37  | TKO         | エリック・バルセロナ               | フィリピン           |                                          |
| 24           | 2005年10月10日 | 敗北 | 6R 2:02  | 負傷判定0-3 | ロセリト・カンパナ                 | フィリピン           |                                          |
| テンプレート |                |      |          |             |                                    |                      |                                          |

## 関連記事
- 男子ボクサー一覧
- ボクシング日本王者一覧
- 東洋太平洋ボクシング連盟王者一覧